# Monster (album Popka)
Monster – drugi album studyjny polskiego rapera Popka. Wydawnictwo ukazało się 11 stycznia 2013 roku nakładem brytyjskiej oficyny WagWan Production, polskim dystrybutorem płyty była wytwórnia Prosto. Album wyprodukowali: Matheo, P.A.F.F, Jerome Porchy oraz Steel Benglez. Gościnnie w nagraniach wzięli udział: Jerome Porchy, Chronz, Cashtastic, Hijack, Masło, Bosski Roman, Tadek, Chronik, Wiley, Sobota, Wini, Rena, Kaczy, Sokół, Paluch, Borixon oraz Słoń. W ramach promocji do utworów „Jeszcze Firma nie zginęła” i „My Music” zostały zrealizowane teledyski. Do wydawnictwa została dołączona także druga płyta zawierająca instrumentalne wersje piosenek.
Płyta dotarła do 28. miejsca zestawienia OLiS. Album zdobył status złotej płyty w Czechach, Polsce i na Słowacji.

## Lista utworów
Opracowane na podstawie materiału źródłowego.
1. „Be Yourself” (gościnnie: Jerome, Porchy)
2. „Nie oddam za nic” (gościnnie: Chronz, Porchy, Cashtastic)
3. „Heavy on the Beat” (gościnnie: Hijack, Porchy)
4. „I Am” (gościnnie: Hijack, Masło)
5. „Mr Pink” (gościnnie: Hijack)
6. „My Album” (gościnnie: Hijack)
7. „My Music” (gościnnie: Hijack)
8. „Jeszcze Firma nie zginęła” (gościnnie: Bosski Roman, Tadek)
9. „Pain Be My Guest” (gościnnie: Hijack, Porchy, Chronik)
10. „We Party Hard We Never Rest (Matheo Version)” (gościnnie: Wiley)
11. „We Party Hard We Never Rest (Steel Banglez Version)” (gościnnie: Wiley)
12. „Police Chase” (gościnnie: Hijack, Chronik)
13. „Ja robię muzę ty płaczesz” (gościnnie: Sobota, Wini, Rena)
14. „Robbery” (gościnnie: Hijack, Kaczy)
15. „Znawcy rapu” (gościnnie: Hijack)
16. „Kto nie ryzykuje szampana nie pije” (gościnnie: Sokół, Paluch)
17. „Sławy szczyt” (gościnnie: Borixon, Słoń)